# Honkasaari (ö i Finland, Södra Savolax, Nyslott, lat 61,82, long 29,49)
Honkasaari är en ö i Finland. Den ligger i sjön Puruvesi och i kommunen Nyslott i  landskapet Södra Savolax, i den sydöstra delen av landet, 300 km nordost om huvudstaden Helsingfors. Öns area är 4 hektar och dess största längd är 280 meter i sydöst-nordvästlig riktning.